# Mirusia Louwerse
Mirusia Louwerse (Brisbane, 29 marzo 1985) è un soprano australiano conosciuta anche come semplicemente Mirusia, è indicata dalla stampa australiana come "La pop star non convenzionale".
Nata a Brisbane, si è laureata nel 2006 presso la Queensland Conservatorium con un Bachelor in musica. Nello stesso anno diventa la più giovane vincitrice del premio Dame Joan Sutherland Opera Award ed incide il suo primo album, intitolato She Walks in Beauty.
Mirusia Lowerse si è esibita in opere come Il flauto magico di Mozart, L'Enfant et les sortilèges di Ravel e Albert Herring di Britten. È stata in tour con il direttore d'orchestra e violinista olandese André Rieu dal 2007 come soprano solista. Nel maggio 2008, André Rieu e Mirusia Louwerse hanno pubblicato l'album Waltzing Matilda in Australia, dove è arrivato alla vetta della classifica dei dischi più venduti per due settimane ed è stato certificato disco di platino, a dieci giorni dalla sua pubblicazione e terza in Nuova Zelanda.
Nel 2010 è stato pubblicato Always and Forever, ed anch'esso ha raggiunto la prima posizione della classifica di musica classica della ARIA e la diciassettesima della classifica pop Inoltre ha raggiunto la posizione numero 26 in Germania.
Inoltre, la Louwerse è ambasciatrice della fondazione Australian Children's Music .

## Discografia
- 2006 - She Walks in Beauty (indipendente)
- 2007 - Songs of Inspiration (ABC Classics)
- 2008 - Waltzing Matilda (Universal Australia)
- 2008 - Waltzing Matilda - Special New Zealand Edition (Universal New Zealand)
- 2008 - Ich tanze mit Dir in den Himmel Hinein (Universal Germany)
- 2010 - Always and Forever (Universal Australia / Universal Netherlands)